# Peter Scholten
Peter Scholten (Enschede, 7 maart 1954) is een Nederlands regisseur en filmmaker.

## Biografie
Peter Scholten groeide op in Enschede en volgde daar van 1966 tot 1972 de HBS. Hij werkte een paar jaar als binnenvaartschipper en in 1979 studeerde hij aan de Academie voor Beeldende Kunst in Arnhem.
In 1982 rondde hij zijn opleiding af aan het Hoger Rijksinstituut voor Cultuurspreiding in Brussel met de eindexamenfilm Brusseloase.
Vanaf 1986 is hij freelance documentaire- en programmamaker en woont hij in Rotterdam, waar hij van 2005 tot 2010 gastlessen heeft gegeven aan de Willem de Kooning Academie. Vanaf 1994 maakte hij voor Stads TV Rotterdam de serie Het was Rotterdam.
Van 2007 tot 2010 werkte Peter Scholten aan de documentaire Jan Cremer - Ik schilder, ik schrijf, ik schilder, over het leven van schilder en schrijver Jan Cremer. De documentaire werd op zondag 18 april 2010 door de AVRO uitgezonden in het programme Close Up.

## Belangrijkste producties
- 1985 - De Introvert - Over de schrijver Willem Brakman - 10 min.
- 1989 - Macbeth - Ionesco - 36 min.
- 1995- Jan Fabre, dirigent van het toeval - 48 min.
- 2002 - Een valse lente - Over Johnny van Doorn - NPS Het uur van de wolf - 54 min.
- 2005 - Jan Schaper, de stad, het licht en de film - 52 min.
- 2006 - Textielbeat - RTV Oost - 65 min.
- 2009 – A Star like me - Documentaire over Herman Brood - NPS Het uur van de wolf - 53 min.
- 2010 - Jan Cremer - Ik schilder, ik schrijf, ik schilder - AVRO Close Up - 53 min.
- 2011 - Eindpunt Hofplein - Documentaire-serie voor RTV Rijnmond - 4 × 25 min.
- 2012 - Tamelijk gelukkig - Over de schrijver Bob den Uyl - RTV Rijnmond - 54 min.
- 2015 - d'Oale Markt - De Oude Markt van Enschede 1860 - 2015 - RTV Oost - 84 min.